# Сьєрра-де-Кольсерола
Сьєрра-де-Кольсерола (ісп. Serra de Collserola) — гірське пасмо між річками Бесос і Льобрегат.
Є частиною Каталонського прибережного хребта.
Ці гори відокремлюють Барселону від рівнини Валлес, а їх найвища вершина — Тібідабо, висотою 512 м.
Інші основні вершини: Туро-дель-Пуїг, Пуїг-д'Олорда, Туро-де-Вальдаура, Туро-де-ла-Магарола, Пуїг-д'Осса та Пуїг-Мадрона.
Долини річок Льобрегат і Бесос, рівнина Барселони та басейн Валлеса є географічними межами масиву Кольсерола.

## Парк Колсерола
За для збереження екосистеми, в 1987 році було створено Парк де Колсерола, площа якого становить 84,65 км².

Це один з найбільших столичних парків у світі — у 8 разів більше, ніж Булонський ліс у Парижі, і у 22 рази більше, ніж Центральний парк у Нью-Йорку.
У парку внесено до каталогу понад тисячу основних рослин і близько тридцяти рослинних угруповань;
у тому числі ліси алеппських сосен і горіхових сосен, вічнозелені дуби, прирічкові переліски, маквіси та чагарники, чагарники та луки саван.
Ця різноманітність дозволяє існувати багатій, різноманітній дикій природі; в тому числі кабан, генета, кам'яна куниця, борсук, кролик, білка; блакитні синиці, білогори, ліани, дятли, бджолоїди, голуби, яструби-тетеревятники; саламандри, тритони, зелені деревні жаби, мала південна жаба, жаби, маленька плямиста ропуха, середземноморська черепаха, гігантська черепаха, прикрашена ящірка, змії тощо.
На пагорбі Вілана, висотою 445 м, стоїть Телевежа Кольсерола, телекомунікаційна вежа, побудована в 1992 році для траслювання Олімпійських ігор.
Телевежа має 288,4 м заввишки та була побудована британським архітектором сером Норманом Фостером.
Парк Кольсерола широко використовується жителями Барселони та інших міст, які з нею межують.
Він популярний для прогулянок, їзди на велосипеді та спостереження за птахами.
Є багато ресторанів, що відвідують родинамина вихідних.
Доріжка, що прокладена хребтом Сьєрра, відома як «Carretera de les Aigües» (Водна дорога), була значно покращена для велосипедистів.
План розбудови міста Барселони має намір включити його до складу велосипедної доріжки, яка повністю обігає місто.